# 激情燃烧的岁月
《激情燃烧的岁月》是北京电视台2001年10月首播的一部电视剧，該劇改編自石钟山的中篇小说《父亲进城》。
该剧聚焦军旅生涯，以石光荣（孙海英饰）和楮琴（吕丽萍饰）这一对夫妻几十年的经历为主线。石光荣和楮琴在中华人民共和国建立前夜步入婚姻殿堂，导致了石光荣与深爱楮琴的谢枫间的冲突。后来谢枫死于抗美援朝，两夫妻的关系变得紧张，尤其石光荣的独断专行和严厉教育子女的方式使楮琴无法忍受。然而，经过几十年的磨合，楮琴与儿女们终于意识到石光荣心中的激情。
在为开播举行的新闻发布会上，张纪中、吕丽萍均盛赞该剧。吕丽萍甚至称该剧让她“能够没有任何保留余地地投入到角色中”，是她“艺术生涯中的一座里程碑”。吕还高度评价与孙海英的合作，说他能够恰如其分的调动自己的情绪。张纪中则称其为“浪漫主义革命言情剧”，是首次“从非常人性的角度展现军人”。

## 主要角色
| 演员                           | 角色   | 备注                                                                                 |
| ------------------------------ | ------ | ------------------------------------------------------------------------------------ |
| 孙海英                         | 石光荣 | 东辽军区参谋长，少将，曾参加抗日战争、解放战争、抗美援朝战争                         |
| 吕丽萍                         | 褚琴   | 石光荣的妻子，文工团战士，后转入幕后，比石光荣小17岁                                 |
| 黄海波 少年：赵之龙 童年：贾锋 | 石林   | 石光荣和禇琴的大儿子，性格最像父亲，高中毕业后被父亲逼迫参军，80年代当上团长         |
| 陈丽娜 少年：赵鸿英 童年：周玲 | 石晶   | 石光荣和禇琴的女儿，兼具父母的优点，高中毕业后成为草原上的通讯兵，退伍后在法院做法官 |
| 唐波 少年：周烨 童年：陈星旭   | 石海   | 石光荣和禇琴的小儿子，最受溺爱，辽东大学毕业后去西藏当兵                             |
| 田小洁                         | 谢枫   | 文工团战士，禇琴的初恋，抗美援朝战争中牺牲                                           |
| 李博                           | 小伍子 | 石光荣的贴身警卫员，聪明机警，文革时期被污蔑为反革命，文革后在大学做书记             |

## 版权官司
该剧发行后，制作商长安影视惹上两起版权官司，分别被中国音乐著作权协会和北京九歌泰来影视文化有限公司告上法庭。前一场官司中被判赔偿原告71150元，后一场官司则胜诉。